# Reiterstandbild Friedrichs III.

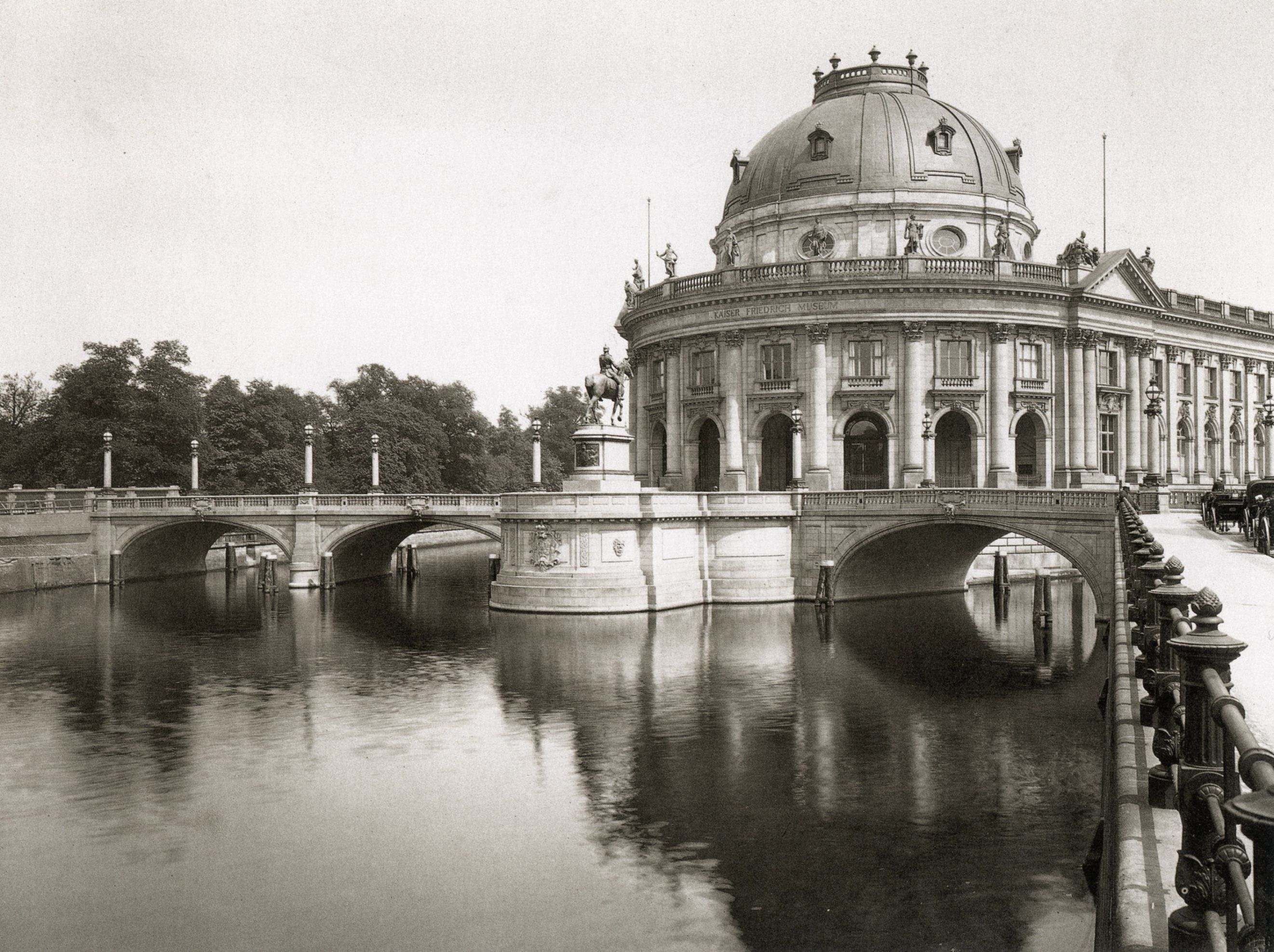
Reiterstandbild Friedrichs III. vor dem Kaiser-Friedrich-Museum (1904)

Das Reiterstandbild Friedrichs III. vor dem damaligen Kaiser-Friedrich-Museum im heutigen Berliner Ortsteil Mitte erinnerte an den preußischen König und deutschen Kaiser Friedrich III. (1831–1888). Es wurde 1904 von Rudolf Maison im Stil des Neobarock geschaffen und 1951 auf Anordnung des SED-Magistrats zerstört.

## Geschichte und Beschreibung

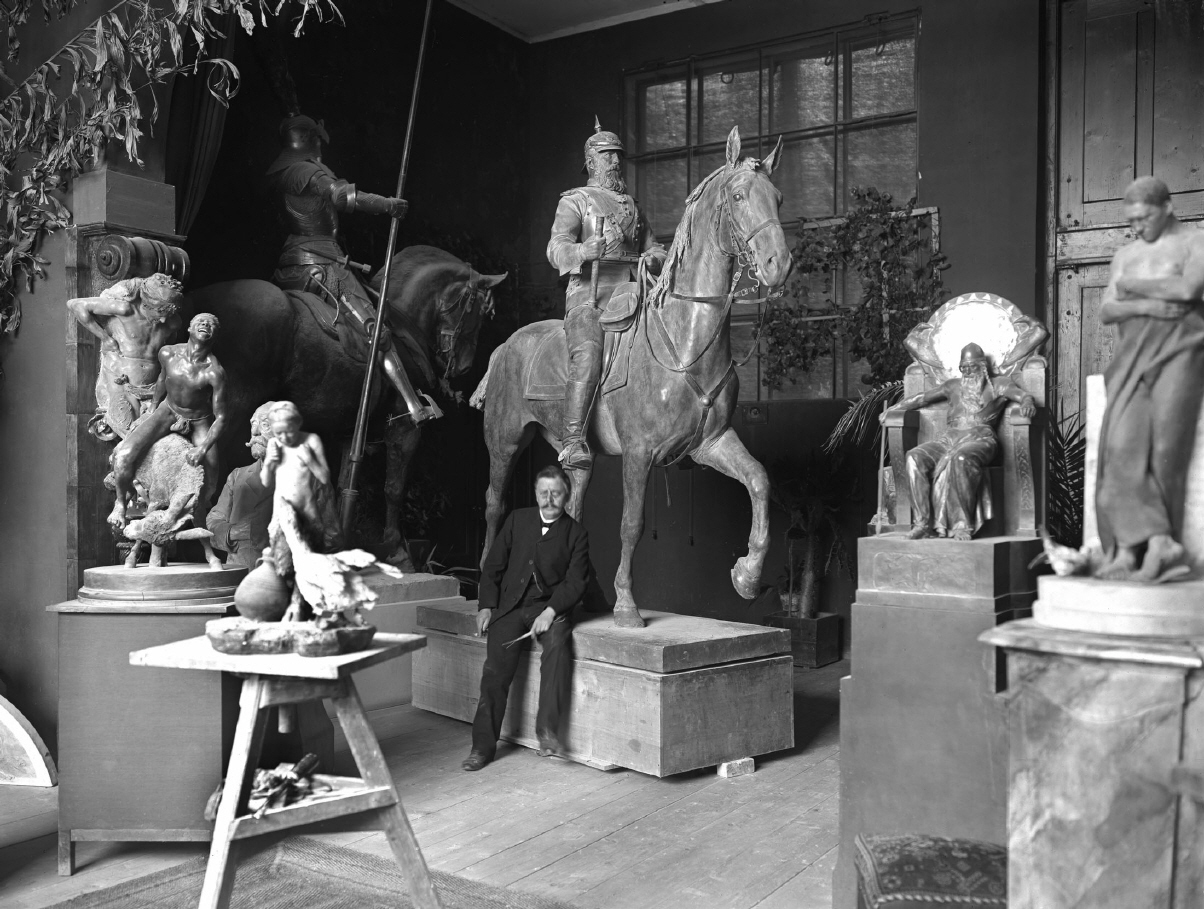
Rudolf Maison vor einem kleineren Modell des Reiterstandbilds in seinem Münchner Atelier, um 1900.

Das Reiterstandbild für den Förderer der Künste wurde als Teil des Kaiser-Friedrich-Museums im Jahr 1904 im Stil des Neobarock geschaffen. Die Bronzeplastik von Rudolf Maison zeigte Friedrich III. in Kürassieruniform zu Pferd. Mit der rechten Hand hielt er den Marschallstab, mit der linken Hand die Zügel. Der Granitsockel von Ernst von Ihne trug vorn eine Tafel mit der Inschrift „KÖNIG FRIEDRICH III. / VON PREUSSEN / DEUTSCHEM KAISER / DAS DEUTSCHE REICH“ und hinten ein Relief mit einem Wappen. Nachdem das Denkmal den Zweiten Weltkrieg unbeschädigt überstanden hatte, wurde es auf Anordnung des SED-Magistrats 1951 zerstört. Ein Modell ist im Depot des Historischen Museums Regensburg erhalten.
Es war eines von ursprünglich sechs Reiterstandbildern, die auf das Berliner Schloss ausgerichtet waren: der Große Kurfürst auf der Langen Brücke (Andreas Schlüter, heute vor dem Schloss Charlottenburg); Friedrich der Große auf der Prachtstraße Unter den Linden (Christian Daniel Rauch, erhalten); Friedrich Wilhelm III. im Lustgarten (Albert Wolff, zerstört); Friedrich Wilhelm IV. vor der Alten Nationalgalerie (Alexander Calandrelli, erhalten) und Wilhelm I. an der Schloßfreiheit (Reinhold Begas, zerstört).